# Segelfluggelände Radevormwald-Leye

i7
i11
i13
Das Segelfluggelände Radevormwald-Leye liegt im Ortsteil Leye der Stadt Radevormwald im Oberbergischen Kreis in Nordrhein-Westfalen, etwa 2 Kilometer nordöstlich des Zentrums von Radevormwald.

## Flugbetrieb
Das Segelfluggelände ist mit einer 680 m langen und 30 m breiten Start- und Landebahn aus Gras (Richtung 09/27) ausgestattet. Es verfügt über eine Betriebszulassung für Segelflugzeuge, Motorsegler und Ultraleichtflugzeuge. Nicht am Platz ansässige Motorsegler und Ultraleichtflugzeuge benötigen eine Außenstart- und -landegenehmigung der Luftfahrtbehörde, um den Platz benutzen zu können. Der Start von Segelflugzeugen erfolgt per Flugzeugschlepp. Der Halter und Betreiber des Segelfluggeländes ist die Flugplatzgemeinschaft Berg-Mark e. V. Am Platz sind drei Luftsportvereine ansässig.